# (2839) Annette
(2839) Annette est un astéroïde de la ceinture principale.

## Description
(2839) Annette est un astéroïde de la ceinture principale. Il fut découvert le 5 octobre 1929 à Flagstaff par Clyde William Tombaugh. Il présente une orbite caractérisée par un demi-grand axe de 2,22 UA, une excentricité de 0,15 et une inclinaison de 4,8° par rapport à l'écliptique.

## Compléments